# Morden på familjen Bain

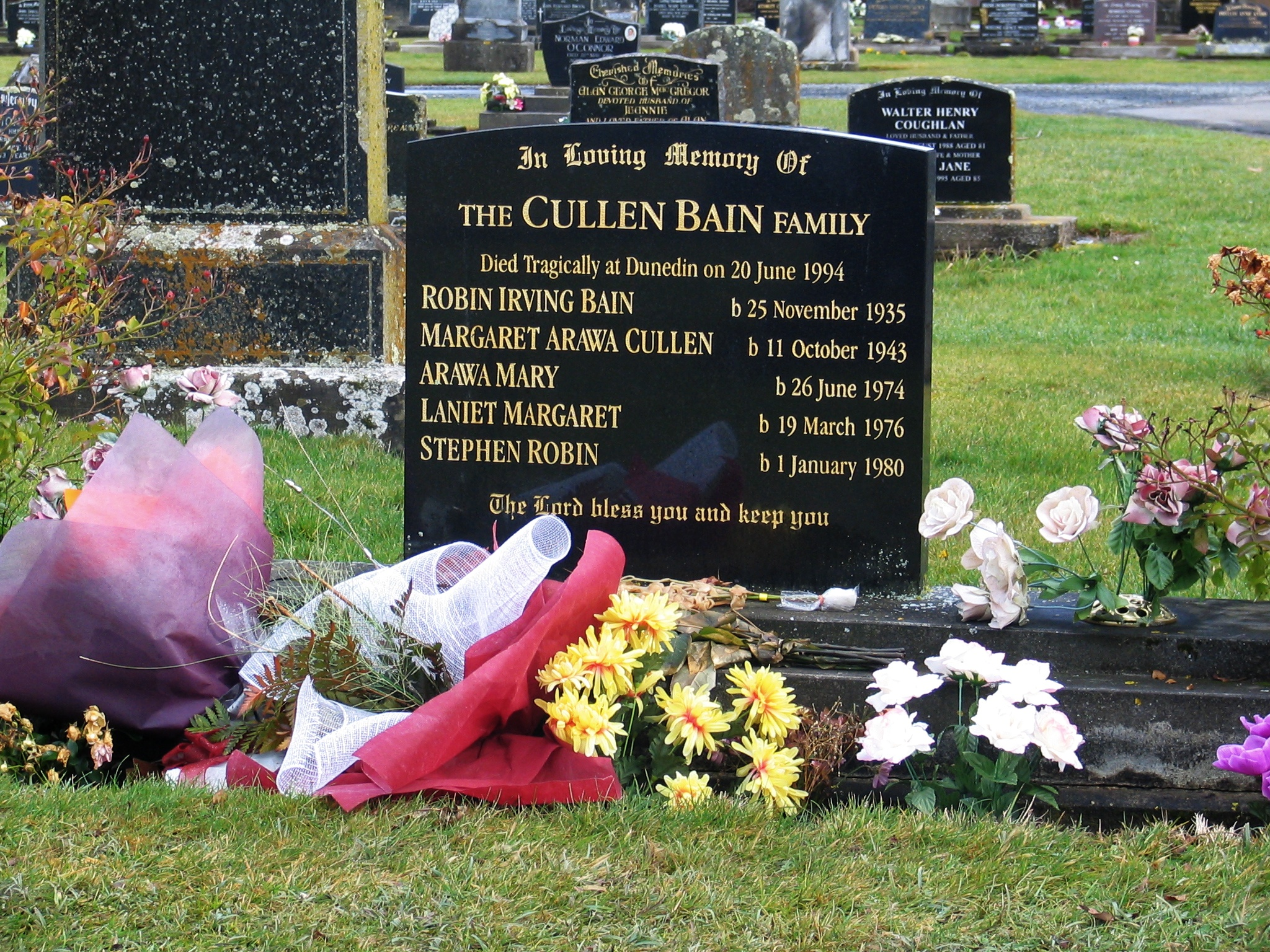
Familjens gravsten i Mosgiel.

Morden på familjen Bain ägde rum den 20 juni 1994 i Dunedin på Nya Zeeland. Robin och Margaret Bain och tre av deras fyra barn - Arawa, Laniet och Stephen, hittades ihjälskjutna. De enda misstänkta var David Cullen Bain, den äldsta sonen och den enda överlevande, och fadern Robin Bain.

## Dödsfall
På morgonen den 20 juni 1994 klockan 7:09 ringde David Bain till larmnummer 111 och sa till operatören: "Alla är döda, alla är döda."
När polisen kom fram fann de fem medlemmar av familjen Bain som hade skjutits ihjäl - Robin, 58, hans fru Margaret, 50, deras döttrar Arawa, 19, och Laniet, 18, samt sonen Stephen, 14. Ett meddelande hittades på en dator där det stod "förlåt, du är den enda som förtjänade att stanna". 

### Åtal
Fyra dagar senare åtalades David, 22 år, för fem mord. I maj 1995 dömdes han till livstids fängelse för morden, med möjlighet att bli villkorligt frigiven efter sexton år.
Bains fall återupptogs av affärsmannen och före detta rugbyspelaren Joe Karam. År 2007 överklagade Bains juridiska team, lett av Karam. David Bain släpptes mot borgen i maj 2007. Rättegången i juni 2009 slutade med att han friades från alla anklagelser.
Spekulationer om fallet fortsatte långt efter att Bain friades, bland annat om att han skulle få ersättning för de år han satt i fängelse eller inte. Ian Binnie, en pensionerad domare vid Kanadas högsta domstol, tillsattes i november 2011 för att granska omständigheterna och ge regeringen besked om ersättning skulle betalas. Binnie drog slutsatsen att polisen i Dunedin gjort "grova fel" och att "extraordinära omständigheter" i fallet motiverade betalning av ersättning. Denna rapport avvisades av justitieminister på råd från domaren Robert Fisher.
I mars 2015 utsåg regeringen Ian Callinan, en pensionerad domare vid High Court of Australia, till att genomföra en andra översyn av Bains ersättningskrav.